# Ramersdorf-Perlach

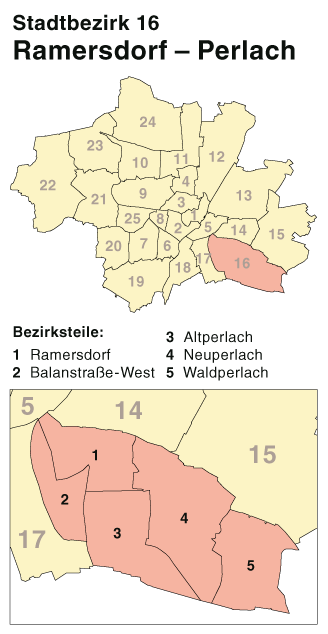
Quận 16 Ramersdorf - Perlach, vị trí tại München

Ramersdorf-Perlach lập thành quận 16, nằm ở vùng Đông Nam thủ phủ München của bang Bayern.
Nó gồm 2 xã cũ Ramersdorf (nhập vào München ngày 1 tháng 1 năm 1864) và Perlach (nhập vào München ngày 1 tháng 1 năm 1930) cũng như hai vùng thuộc Perlach Waldperlach và Neuperlach. Những làng mà trước kia thuộc Perlach như Michaeliburg và Fasangarten bây giờ thuộc quận 15 Trudering-Riem cũng như 17 Obergiesing.
Quận này có 105.900 dân với diện tích là 1.988,07 mẫu tây. Số người ngoại quốc là 28,8%.

## Ostpark

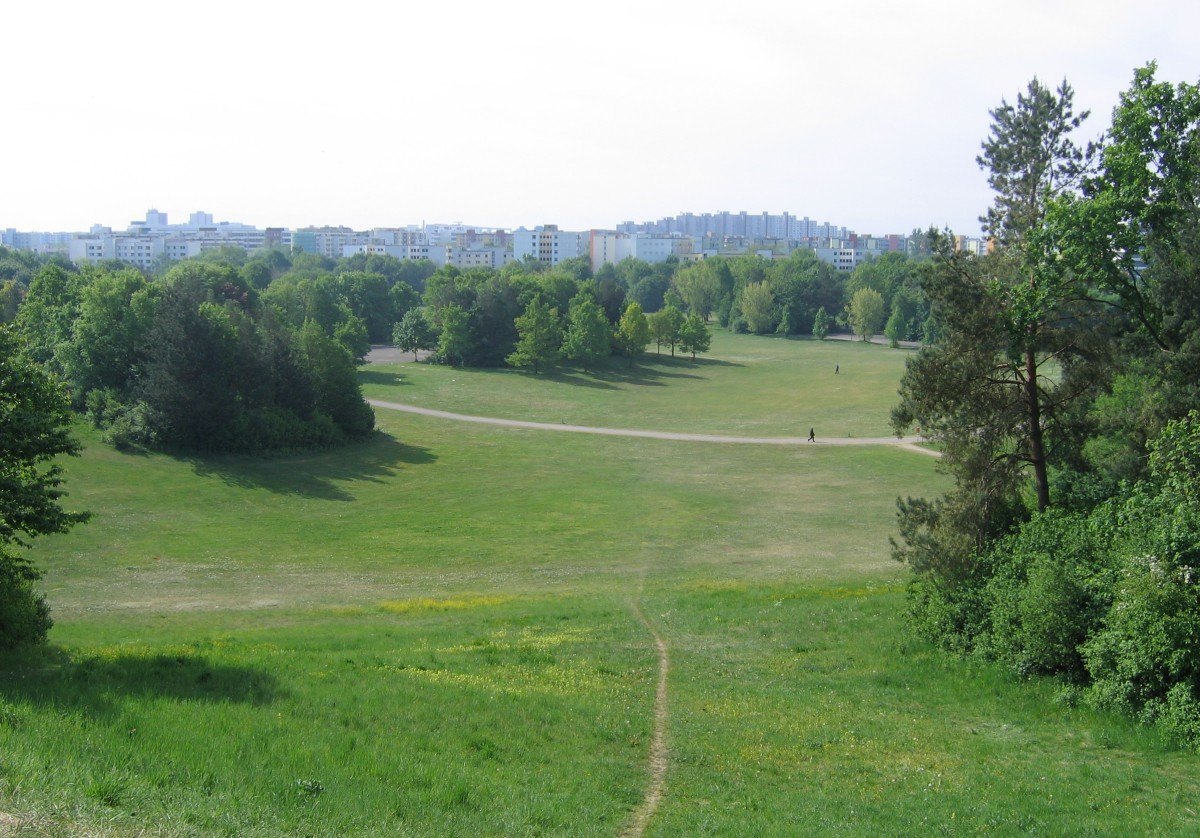
Ostpark

Ostpark là một công viên ở phía tây bắc của khu vực Neuperlach. Năm 1969, Phần đầu tiên, 15,75 ha, được bắt đầu xây dưng và hoàn thành vào năm 1975. Năm 1979, phần thứ hai được bàn giao cho công chúng, vào năm 1982, Ostpark chính thức được mở rộng toàn bộ khu vực 56 ha. Ostpark giáp với hồ tắm ngoài trời Michaelibad ở phía bắc.

## Neuperlach

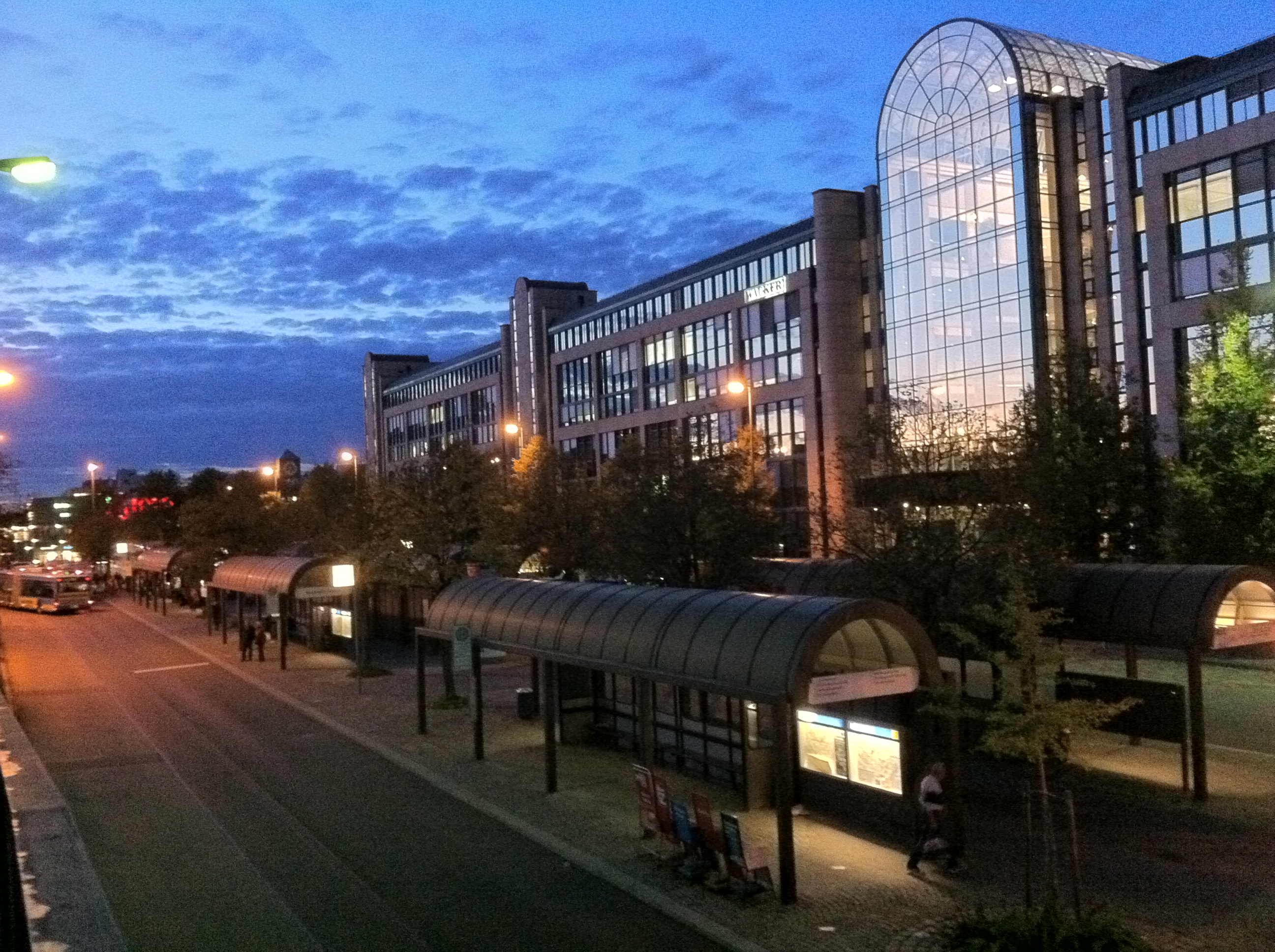
Neuperlach-Zentrum

Năm 1960, Hội đồng thành phố München đã quyết định xây những khu phố mới đông dân cư ở địa bàn Perlach để giảm bớt tình trạng thiếu nhà ở, do München đang đang phát triển nhanh chóng vào những năm 1950. Với (ngày nay) khoảng 55.000 cư dân, Neuperlach là thành phố vệ tinh lớn nhất Tây Đức. Ba giai đoạn xây dựng đầu tiên của nó (Bắc, Đông Bắc, Đông) đã được thực hiện trong một cách nhanh chóng sau khi viên đá nền được đặt vào tháng 5 năm 1967; Trung tâm phần lớn được xây dựng từ năm 1974 đến 1978. Phần phía nam theo sau từ 1980 đến 1991.

## Hình ảnh

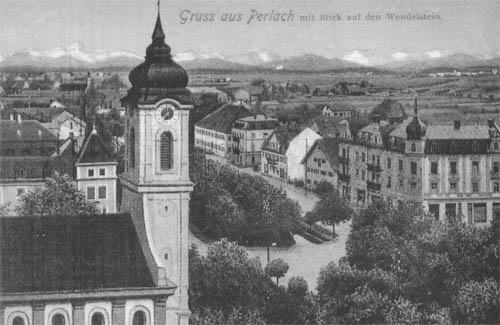
Nhà thờ St. Michael tại Pfanzeltplatz ở Perlach, bưu thiếp, um 1910
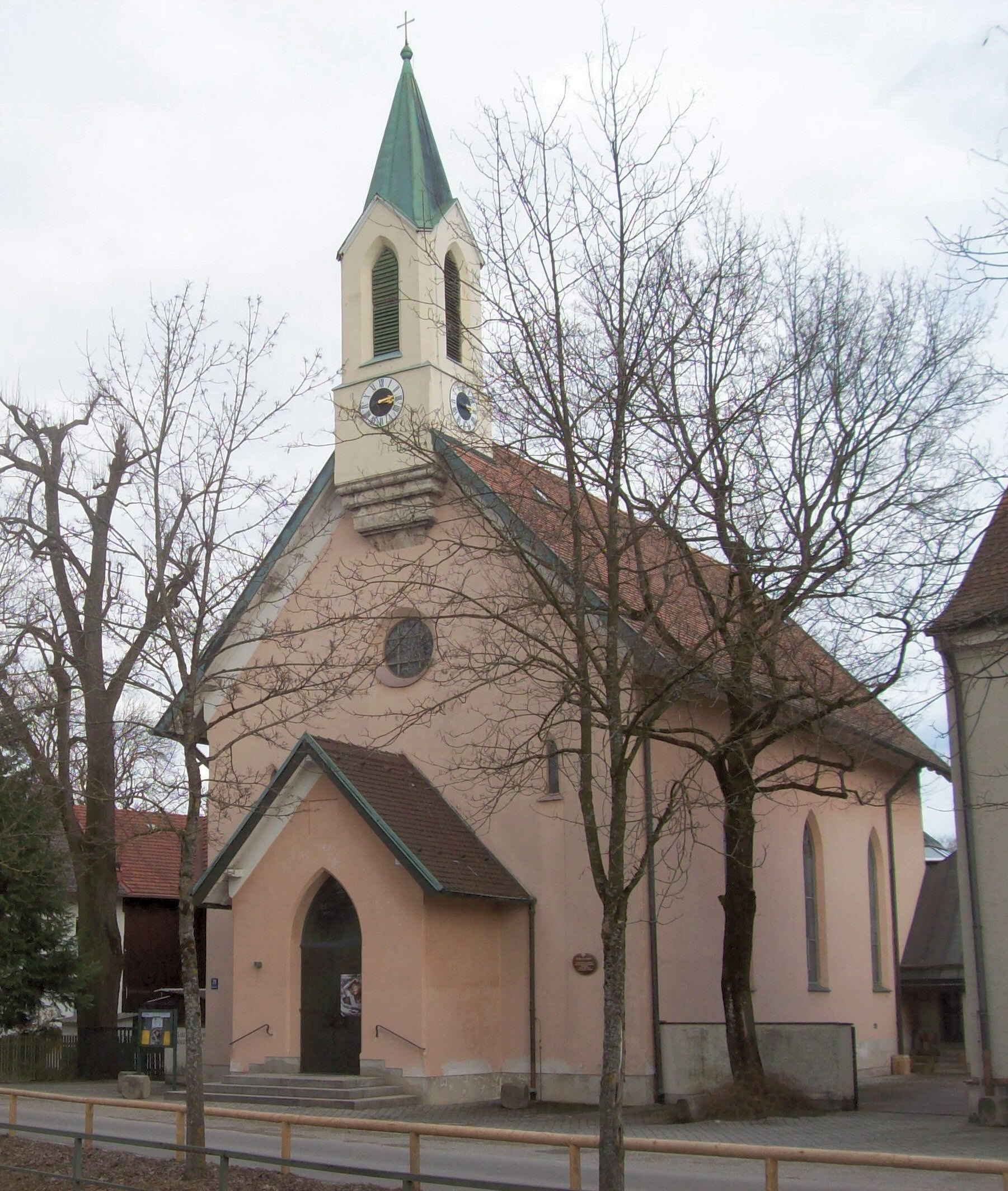
Perlach: nhà thờ tin lành St.-Paulus (Georg Friedrich Ziebland 1849)
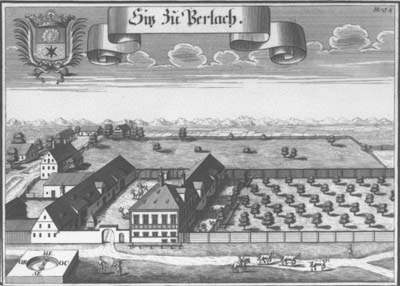
Lâu đài Perlachsoed ởPerlach, chạm đồng Michael Wening (1701)
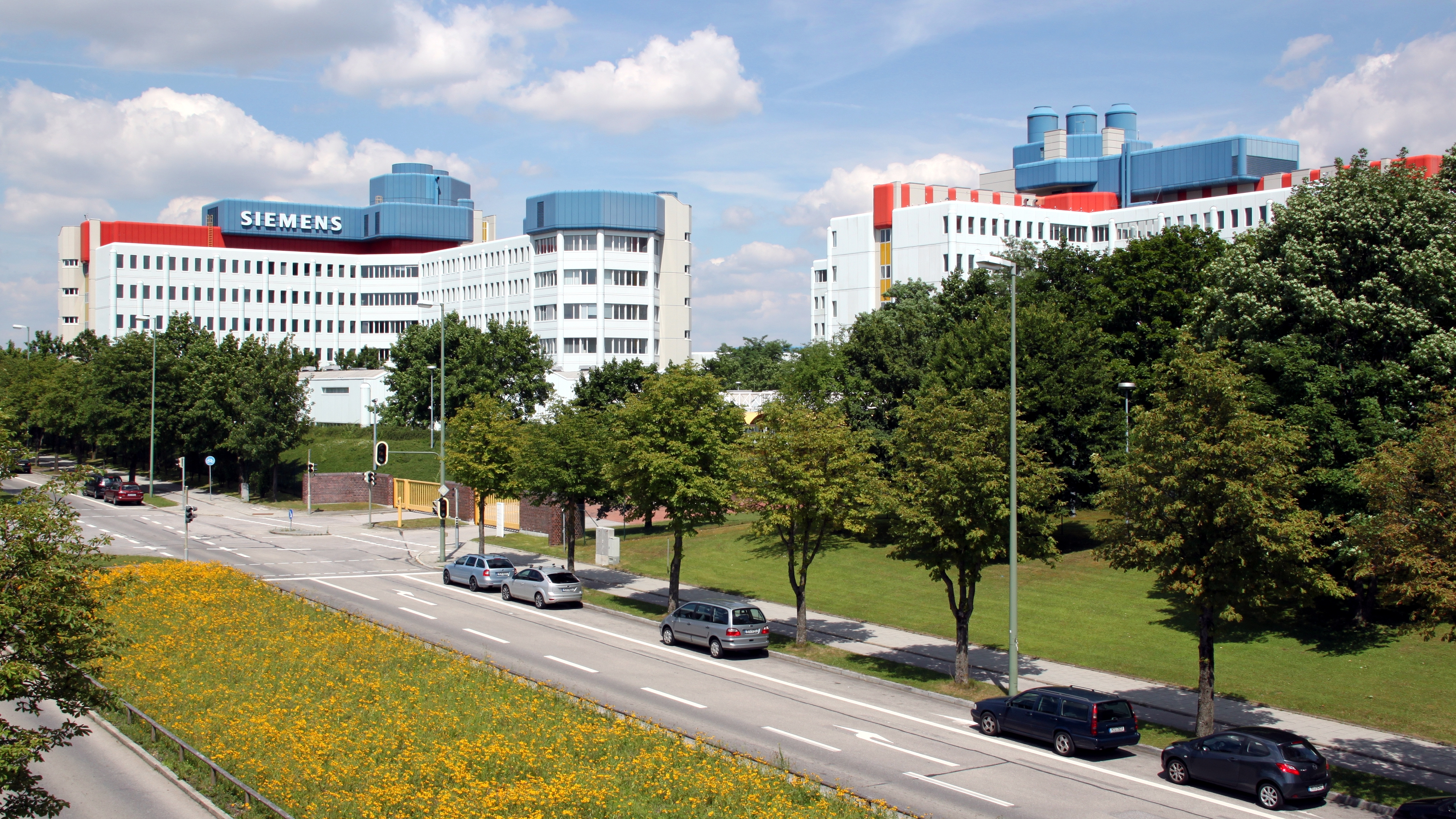
Neuperlach-Süd: Dãy nhà Siemens ("Legoland")